# Sylwia Bartkowiak
Sylwia Bartkowiak (* 8. Januar 1991 in Henryków, Gemeinde Rozdrażew) ist eine polnische Handballschiedsrichterin und vormalige Handballspielerin. Sie gehört zudem als Spielerin der Polnischen Beachhandball-Nationalmannschaft an. Sie ist für den Verein BHT GRU Juko Piotrków Tryb. aktiv.

## Wissenschaftliche Karriere
Bartkowiak studierte von 2010 bis 2017 Sport- und Bewegungswissenschaften an der Akademia Wychowania Fizycznego im. Eugeniusza Piaseckiego w Poznaniu (Universität für Sportwissenschaften in Posen) und schloss das Studium als Magistra ab. Sie arbeitet als Wissenschaftliche Mitarbeiterin am Department für Sporttheorie der Universität. Von 2017 bis 2020 absolvierte sie ein Promotionsstudium an der Hochschule. Titel der Dissertation war Różnice rozwoju somatycznego i motorycznego dzieci z regionu Wielkopolski w kolejnych dekadach od 1986 do 2016 w świetle wybranych zmian środowiskowych (Unterschiede in der somatischen und motorischen Entwicklung von Kindern aus der Region Wielkopolska in den Jahrzehnten von 1986 bis 2016 angesichts ausgewählter Umweltveränderungen). Im September 2018 weilte sie im Rahmen ihrer Ausbildung an der University of Texas at Austin.

## Sportliche Karriere
Sylwia Bartkowiak ist aktive Handball-Schiedsrichterin sowohl im Hallen- als auch im Beachhandball. Sie gehört im Doppel mit ihrer Nationalmannschaftskollegin Weronika Łakomy seit 2018 zu den polnischen Beachhandball-Schiedsrichterinnen auf internationaler Ebene. Daneben spielt sie selbst Handball in der Beach-Variante und ist hier seit 2013 polnische Nationalspielerin.
Bartkowiaks erstes internationales Turnier waren die Europameisterschaften 2013 in Randers, Dänemark. Polen hatte einen überaus schwachen Start in das Turnier und verlor alle seine fünf Spiele in der Vorgruppenphase. Im ersten Spiel gegen Ungarn erzielte sie mit vier Punkten die Hälfte aller polnischen Punkte, gegen die Ukraine war Bartkowiak beste Werferin mit zehn Punkten. Als Letztplatzierte ihrer Gruppe zogen sie in die Trostrunde ein. Erst im siebten Spiel gelang gegen Schweden der erste Sieg. Am Ende schloss Polen mit nur einem Sieg aus neun Spielen die EM als 12. von 13 Mannschaften ab. Bartkowiak kam in allen neun Spielen zum Einsatz und erzielte 39 Punkte.
2015 gehörte Bartkowiak in Lloret de Mar erneut zum polnischen Aufgebot. Diese EM verlief weitaus besser, obwohl Polen erneut mit drei Niederlagen in das Turnier startete und alles darauf hindeutete, dass es eine ähnlich schwache Vorstellung der polnischen Mannschaft wie zwei Jahre zuvor werden sollte. Im zweiten Spiel gegen Ungarn war Bartkowiak eine von drei aufgrund der zweiten Zeitstrafe vom Spiel vorzeitig ausgeschlossenen Polinnen. Nach den drei Niederlagen folgten drei Siege und Polen zog als Viertplatzierte in die Hauptrunde, wo es zwei weitere Niederlagen gab. Gegen Norwegen war Bartkowiak mit elf Punkten beste polnische Werferin. Als sieglose Gruppenletzte mussten die Polinnen gegen den Gruppenersten der anderen Gruppe, Spanien, antreten und unterlagen deutlich. Da anschließend bei den beiden Platzierungsspielen gegen die Ukraine und die Niederlande Siege gelangen, schlossen die Polinnen das Turnier auf dem fünften Rang ab. Bartkowiak bestritt zehn der elf Spiele und erzielte dabei 33 Punkte.
Bei den Europameisterschaften 2017 feierten die polnischen Beachhandballerinnen ihren bis dato größten Erfolg. In einer durchwachsenen Vorrunde mit zwei Siegen und Niederlagen begann wie zwei Jahre vorher ein mittelmäßiger Start in das Turnier. Auch in der Hauptrunde konnten nur zwei der vier Spiele gewonnen werden, dabei aber gegen die internationalen Spitzenmannschaften aus Dänemark und Kroatien. Erneut zogen die Polinnen damit als Viertplatzierte ihrer Hauptrundengruppe in das Viertelfinale und trafen auf die Niederlande, die im Shootout bezwungen werden konnten. Damit erreichte die polnische Mannschaft erstmals das Halbfinale einer EM, das gegen Dänemark ebenfalls gewonnen werden konnte. Erst im Finale gegen Norwegen, in dem Bartkowiak mit zehn Punkten beste polnische Scorerin war, mussten sie sich geschlagen geben und wurden Vize-Europameisterinnen. Bartkowiak spielte in allen elf Spielen und traf dabei zu 45 Punkten.
Als Gastgeber waren die polnischen Auswahlmannschaften automatisch auch für die World Games 2017 in Breslau qualifiziert. Die Polinnen wurden Dritte in einer Gruppe mit Brasilien, Australien und Taiwan. Im Viertelfinale schied die Mannschaft gegen Spanien aus und spielte in den Platzierungsspielen gegen Tunesien und erneut Australien. Beide Spiele wurden gewonnen und Polen belegte am Ende den fünften Platz. In Allen sechs Spielen zum Einsatz gekommen, traf Bartkowiak zu 15 Punkten.

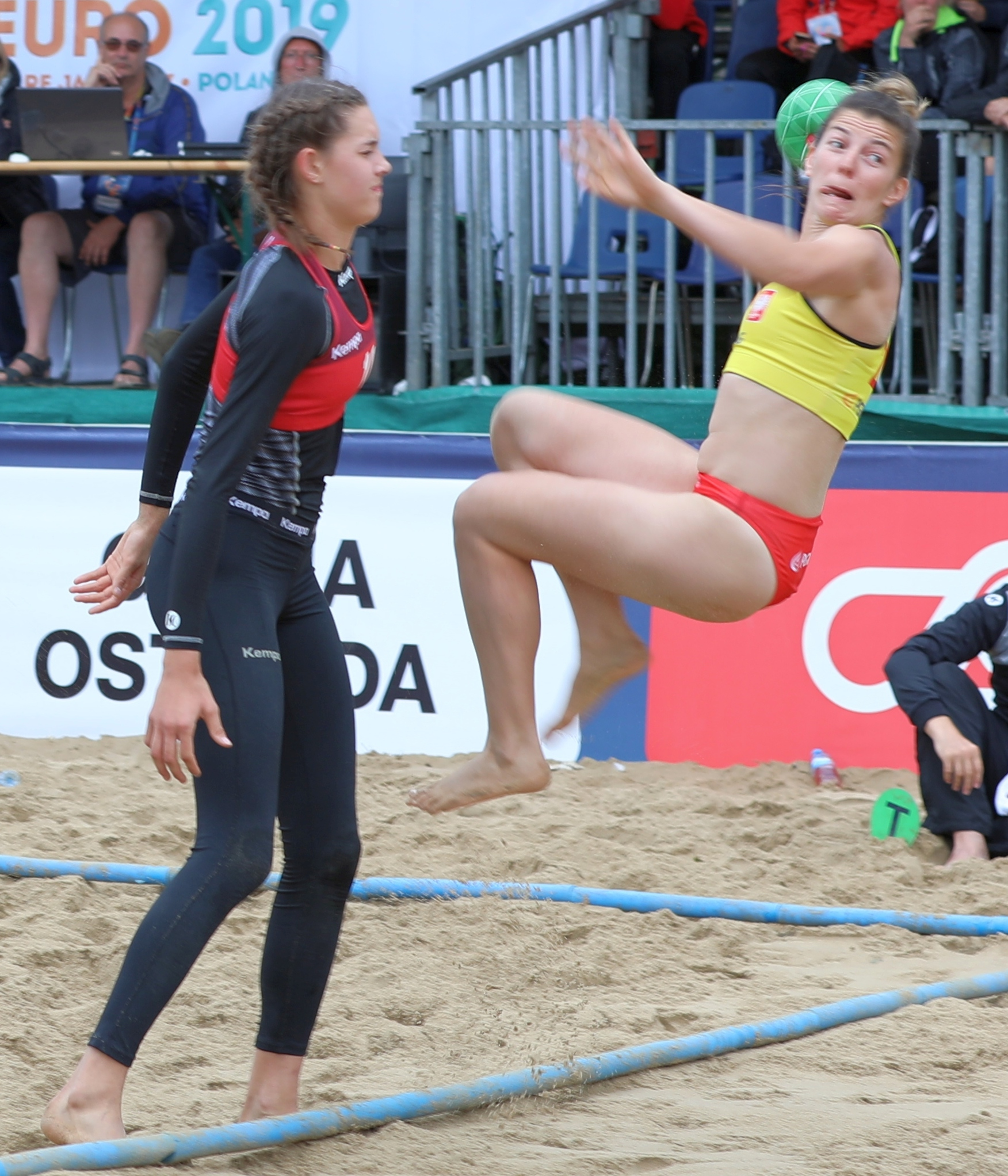
Bartkowiak trifft zu ihren einzigen Punkten im Platzierungsspiel gegen Deutschland bei der EM 2019; Isabel Kattner kann nur noch zusehen

Auch die Europameisterschaften 2019 waren ein Heimspiel, dieses Mal in Stare Jabłonki. Einmal mehr spielten die Polinnen, Bartkowiak war mittlerweile Spielführerin der Mannschaft, eine durchwachsene Vorrunde mit zwei Siegen und zwei Niederlagen. Von den drei weiteren Spielen in der Hauptrunde gewannen die Polinnen nur das gegen Norwegen, gegen die Niederlande und Kroatien wurde verloren. Damit waren die Polinnen nur für die Platzierungsspiele qualifiziert. Hier schlugen sie zunächst Frankreich, unterlagen dann jedoch Deutschland und der Türkei, jeweils im Shootout. Am Ende waren die Polinnen auf dem 12. Platz von 20 teilnehmenden Mannschaften. Bartkowiak, die schon in den Tagen vor der EM bei der an selber Stelle stattfindenden U-18-Europameisterschaften als Schiedsrichterin in Einsatz war, wurde in sechs Spielen eingesetzt und erzielte dabei 28 Punkte.
Bei den ersten World Beach Games 2019 in Doha rückte Polen für die nicht antretenden Norwegerinnen nach, die direkte Qualifikation wurde bei den Weltmeisterschaften 2018 in Kasan um einen Rang verpasst, bei denen Bartkowiak aus beruflichen Gründen nicht teilnehmen konnte. Nachdem die Polinnen einmal mehr Vierte ihrer Vorgruppe geworden waren, spielten sie im Viertelfinale gegen einen der Topfavoriten, die Brasilianerinnen, und unterlagen deutlich. Nach Siegen über Spanien und Argentinien wurden sie am Ende Fünfte.
National gewann sie acht Titel bei polnischen Meisterschaften und neun Titel im polnischen Pokal.

## Einzelbelege
1. ↑  ORCID: Sylwia Bartkowiak (0000-0002-1727-0678). Abgerufen am 8. Januar 2021 (englisch).
2. ↑  mgr Sylwia Bartkowiak - Akademia Wychowania Fizycznego w Poznaniu. Abgerufen am 8. Januar 2021.
3. ↑  https://www.researchgate.net/institution/Poznan_University_of_Physical_Education
4. ↑  mgr Sylwia Bartkowiak. In: Instytut Sportu i Nauki. Abgerufen am 8. Januar 2021 (polnisch).
5. ↑  handball-world: Deutschland entsendet Schiedsrichter und Delegierte zur Beachhandball-EURO. Abgerufen am 8. Januar 2021.
6. ↑  European Handball Federation - 2013 Women's ECh Beach Handball / Final Tournament. Abgerufen am 17. November 2020 (englisch).
7. ↑  European Handball Federation - 2015 Women's ECh Beach Handball / Final Tournament. Abgerufen am 17. November 2020 (englisch).
8. ↑  European Handball Federation - 2017 Women's ECh Beach Handball / Final Tournament. Abgerufen am 17. November 2020 (englisch).
9. ↑  Jan Korczak-Mleczko: Sylwia Bartkowiak: Pokazać charakter w World Games. In: Związek Piłki Ręcznej w Polsce. Abgerufen am 9. Januar 2021 (polnisch).
10. ↑  handball-world: Deutschland entsendet Schiedsrichter und Delegierte zur Beachhandball-EURO. Abgerufen am 8. Januar 2021.
11. ↑  European Handball Federation - 2019 Women's ECh Beach Handball / Final Tournament. Abgerufen am 18. November 2020 (englisch).
12. ↑  Team Details Page | IHF. Abgerufen am 8. Januar 2021.
13. ↑  The 1st World Beach Sports Games with our PhD student - Akademia Wychowania Fizycznego w Poznaniu. Archiviert vom Original am 31. Januar 2023; abgerufen am 8. Januar 2021 (britisches Englisch).
14. ↑  mgr Sylwia Bartkowiak. In: Instytut Sportu i Nauki. Abgerufen am 8. Januar 2021 (polnisch).

| Personendaten    | Personendaten                                  |
| ---------------- | ---------------------------------------------- |
| NAME             | Bartkowiak, Sylwia                             |
| KURZBESCHREIBUNG | polnische Handball- und Beachhandballspielerin |
| GEBURTSDATUM     | 8. Januar 1991                                 |
| GEBURTSORT       | Henryków, Gemeinde Rozdrażew                   |